# Claro (geografía)

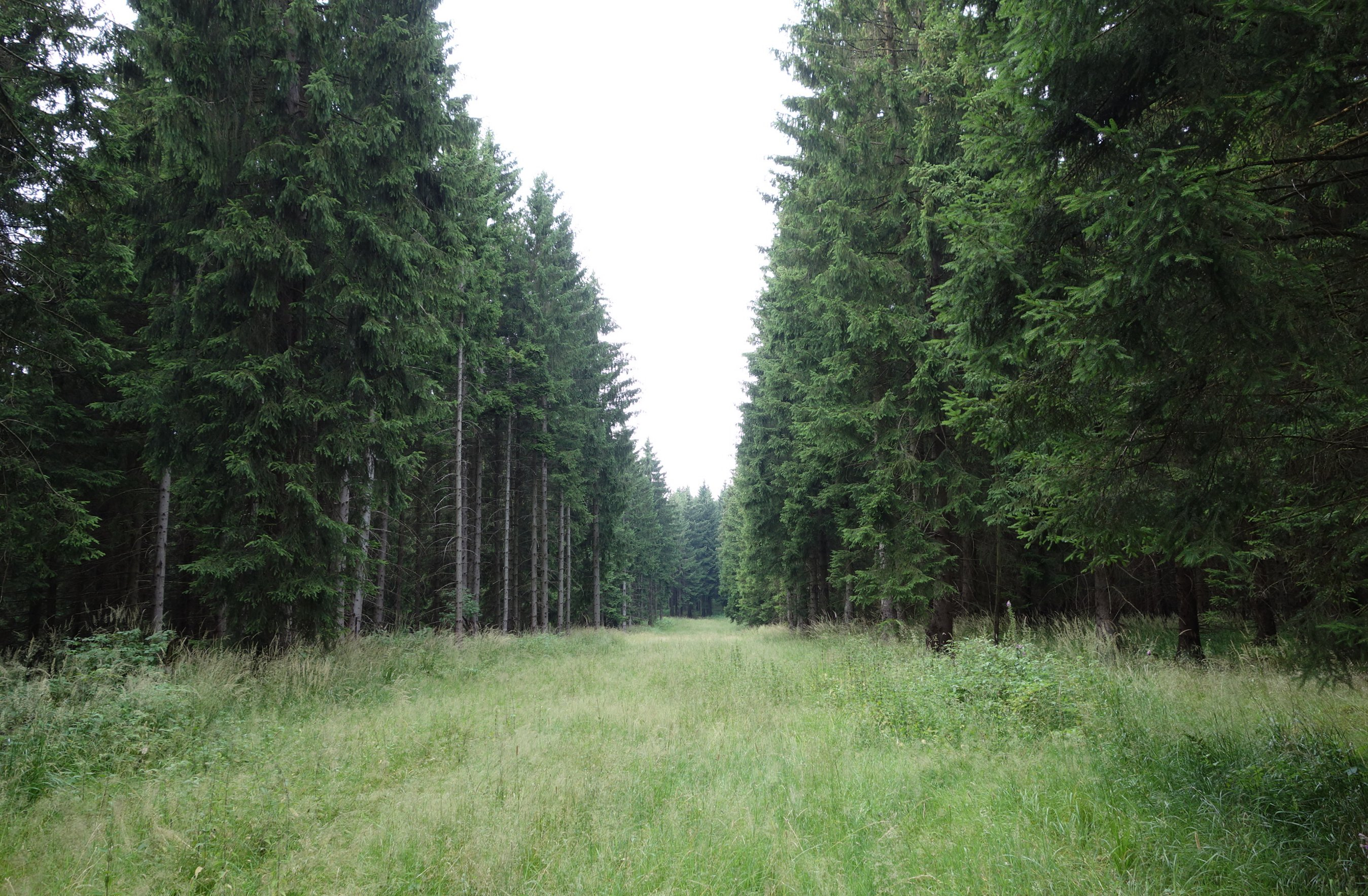
Un claro en un bosque

En el sentido más general, un claro es una zona despejada dentro de una zona arbolada. Los claros son a menudo prados de hierba bajo el dosel de los árboles caducifolios. También representan aberturas en los bosques donde las condiciones locales, tales como avalanchas, suelos pobres, o daño por fuego han creado claros semi-permanentes. Los claros son muy importantes para los animales herbívoros, para el pasto y las madrigueras.
A veces la palabra se utiliza en un sentido más amplio, como en los humedales sin árboles de los Everglades.
En el centro de Estados Unidos, el término glade (para "claro") se utiliza más específicamente para describir hábitats rocosos similares a las praderas de Norteamérica que se producen en las zonas de suelo poco profundo. Estos claros calcáreos se caracterizan por comunidades vegetales y animales únicos que se adaptan a las condiciones secas y severas.